# Adonis Preciado
Adonis Stalin Preciado Quintero (ur. 23 marca 1997 w Guayaquil) – ekwadorski piłkarz występujący na pozycji skrzydłowego, od 2025 roku zawodnik meksykańskiego Querétaro.